# Gălpâia
Gălpâia (veraltet Gîlpîia oder Gălpeia; ungarisch Galponya) ist ein Dorf im Kreis Sălaj im Nordwesten Rumäniens. Es gehört zur Gemeinde Bălan (Blasenkirchen).
Gălpâia liegt rund 26 Kilometer östlich von der Kleinstadt Jibou (Siben) entfernt. 

## Geschichte
Der Ort wurde 1350 erstmals urkundlich als Galpuna erwähnt. Andere urkundliche Erwähnungen stammen aus den Jahren 1462 (Galponya), 1473 (Gelponya), 1492 (Kalponya), 1602 (Galponia), 1733 (Gelpèje), 1750 (Galponya), 1760–1762 (Galpönya), 1837 (Gelpuje, Galpija), 1850 (Gelpije), 1854 (Galponya, Gelpiea), seit 1966 (Gălpâia).